# Transporte Angamos (III)
El Transporte Angamos fue un buque de aprovisionamiento logístico de la Armada de Chile de fabricación danesa. Fue el tercer buque chileno bajo ese nombre.

## Historia
Construido en Dinamarca. La quilla fue puesta en gradas el 5 de abril de 1940 en los Astilleros Aalborg Waerft y fue lanzado al agua el año siguiente. 
En la Segunda Guerra Mundial fue usado por los alemanes durante la ocupación de Dinamarca y averiado por acción aérea.
Reacondicionado y entregado a Chile llegando el  2 de mayo de 1946.
Fue el Buque Insignia de la Primera Expedición Antártica Chilena en 1947. El 15 de febrero, el Teniente 1º Arturo Parodi Alister, piloteando una aeronave Vought OS2U Kingfisher embarcado en el buque, realizó el primer vuelo antártico chileno
En 1956 fue enviado a Alemania y en el Deutche Vaerit de Hamburgo se le modificaron sus calderas, dejándolas aptas para quemar petróleo en vez de carbón.
Fue dado de baja por Decreto Supremo N°1.206 de 7 de diciembre de 1967.